# FA Cup 1879/80
Der FA Cup 1879/80 war die neunte Austragung des The Football Association Challenge Cup (meist als FA Cup bekannt). Die Pokalsaison begann mit 54 Vereinen, wurde letztlich jedoch nur von 49 Vereinen real ausgespielt.
Der Pokalwettbewerb startete am 15. Oktober 1879 mit der Ersten Runde und endete mit dem Finalspiel im Kennington Oval in London am 10. April 1880 vor einer Kulisse von etwa 6.000 Zuschauern. Der Sieger des Wettbewerbes wurden zum ersten Mal die Clapham Rovers. Unterlegener Finalist war der Oxford University AFC.

## Wettbewerb

### Erste Runde
| Datum             |                       | Ergebnis |                          |
| ----------------- | --------------------- | -------- | ------------------------ |
| 25. Oktober 1879  | FC Maidenhead         | 3:1      | FC Calthorpe             |
| 1. November 1879  | Blackburn Rovers      | 5:1      | Tyne Association         |
| 1. November 1879  | FC Eagley             | 0:1      | FC Darwen                |
| 1. November 1879  | FC Gresham            | 3:0      | FC Kildare               |
| 1. November 1879  | FC Mosquitos          | 3:1      | St Peter’s Institute FC  |
| 1. November 1879  | FC Pilgrims           | 5:2      | FC Clarence              |
| 1. November 1879  | FC South Norwood      | 4:2      | FC Brentwood             |
| 1. November 1879  | FC Turton             | 7:0      | FC Brigg                 |
| 6. November 1879  | Oxford University AFC | 1:1      | FC Marlow                |
| 8. November 1879  | FC Acton              | 0:4      | Old Carthusians          |
| 8. November 1879  | Clapham Rovers        | 7:0      | FC Romford               |
| 8. November 1879  | FC Finchley           | 1:2      | Old Harrovians FC        |
| 8. November 1879  | Grey Friars           | 2:1      | Hanover United           |
| 8. November 1879  | FC Hendon             | 1:1      | Old Foresters            |
| 8. November 1879  | FC Hotspur            | 1:1      | Argonauts                |
| 8. November 1879  | Nottingham Forest     | 4:0      | Notts County             |
| 8. November 1879  | Stafford Road         | 2:0      | Wednesbury Strollers     |
| 13. November 1879 | Royal Engineers AFC   | 2:0      | Cambridge University AFC |
| 15. November 1879 | Herts Rangers         | 2:1      | FC Minerva               |
| 15. November 1879 | Remnants              | 1:1      | Upton Park FC            |
| 15. November 1879 | FC Rochester          | 0:6      | Wanderers FC             |
| nicht ausgetragen | The Birmingham Club   |          | Panthers FC              |
| nicht ausgetragen | FC Henley             |          | FC Reading               |
| nicht ausgetragen | Old Etonians          |          | Barnes FC                |
| nicht ausgetragen | FC Sheffield          |          | FC Queen’s Park          |
| nicht ausgetragen | FC West End           |          | FC Swift                 |
| Freilos           | Aston Villa           |          |                          |
| Freilos           | Sheffield Providence  |          |                          |

#### Wiederholungsspiele
| Datum             |                  | Ergebnis |                       |
| ----------------- | ---------------- | -------- | --------------------- |
| 10. November 1879 | FC Marlow        | 0:1      | Oxford University AFC |
| 15. November 1879 | Argonauts        | 0:1      | FC Hotspur            |
| 15. November 1879 | FC Old Foresters | 2:2      | FC Hendon             |
| 22. November 1879 | FC Hendon        | 3:1      | FC Old Foresters      |
| 25. November 1879 | Upton Park FC    | 5:2      | FC Remnants           |

### Zweite Runde
| Datum             |                       | Ergebnis |                      |
| ----------------- | --------------------- | -------- | -------------------- |
| 29. November 1879 | FC Henley             | 1:3      | FC Maidenhead        |
| 6. Dezember 1879  | Blackburn Rovers      | 3:1      | FC Darwen            |
| 13. Dezember 1879 | Stafford Road         | 1:1      | Aston Villa          |
| 13. Dezember 1879 | FC Turton             | 0:6      | Nottingham Forest    |
| 13. Dezember 1879 | FC West End           | 1:0      | FC Hotspur           |
| 15. Dezember 1879 | FC Sheffield          | 3:3      | Sheffield Providence |
| 20. Dezember 1879 | Clapham Rovers        | 4:1      | FC South Norwood     |
| 20. Dezember 1879 | Grey Friars           | 9:0      | FC Gresham           |
| 20. Dezember 1879 | FC Hendon             | 7:1      | FC Mosquitos         |
| 23. Dezember 1879 | Royal Engineers AFC   | 4:1      | Upton Park FC        |
| 10. Januar 1880   | Wanderers FC          | 1:0      | Old Carthusians      |
| 19. Januar 1880   | Oxford University AFC | 6:0      | The Birmingham Club  |

#### Wiederholungsspiele
| Datum             |              | Ergebnis |                      |
| ----------------- | ------------ | -------- | -------------------- |
| 29. Dezember 1879 | FC Sheffield | 3:0      | Sheffield Providence |
| 24. Januar 1880   | Aston Villa  | 3:1      | Stafford Road        |

### Dritte Runde
| Datum             |                       | Ergebnis |                   |
| ----------------- | --------------------- | -------- | ----------------- |
| 17. Januar 1880   | Clapham Rovers        | 7:0      | FC Pilgrims       |
| 31. Januar 1880   | Nottingham Forest     | 6:0      | Blackburn Rovers  |
| 4. Februar 1880   | Royal Engineers AFC   | 2:0      | Old Harrovians FC |
| 7. Februar 1880   | Old Etonians          | 3:1      | Wanderers FC      |
| nicht ausgetragen | Oxford University AFC |          | Aston Villa       |
| Freilos           | Grey Friars           |          |                   |
| Freilos           | FC Hendon             |          |                   |
| Freilos           | FC Maidenhead         |          |                   |
| Freilos           | FC Sheffield          |          |                   |
| Freilos           | FC West End           |          |                   |

### Vierte Runde
| Datum            |                     | Ergebnis |                       |
| ---------------- | ------------------- | -------- | --------------------- |
| 7. Februar 1880  | Old Etonians        | 5:1      | FC West End           |
| 14. Februar 1880 | Clapham Rovers      | 2:0      | FC Hendon             |
| 14. Februar 1880 | FC Maidenhead       | 0:1      | Oxford University AFC |
| 18. Februar 1880 | Royal Engineers AFC | 1:0      | Grey Friars           |
| 19. Februar 1880 | Nottingham Forest   | [2]2:2   | FC Sheffield          |

### Fünfte Runde
| Datum            |                       | Ergebnis |                     |
| ---------------- | --------------------- | -------- | ------------------- |
| 21. Februar 1880 | Clapham Rovers        | 1:0      | Old Etonians        |
| 5. März 1880     | Oxford University AFC | 1:1      | Royal Engineers AFC |
| Freilos          | Nottingham Forest     |          |                     |

#### Wiederholungsspiel
| Datum         |                       | Ergebnis |                     |
| ------------- | --------------------- | -------- | ------------------- |
| 15. März 1880 | Oxford University AFC | 1:0      | Royal Engineers AFC |

### Halbfinale
Das Spiel wurde am 27. März 1880 ausgetragen.
|                       | Ergebnis |                   | Ort                     |
| --------------------- | -------- | ----------------- | ----------------------- |
| Oxford University AFC | 1:0      | Nottingham Forest | Kennington Oval, London |
| Clapham Rovers        |          | Freilos           |                         |

### Finale
| Clapham Rovers                                      | Clapham Rovers | Oxford University AFC | Oxford University AFC |
| --------------------------------------------------- | --- | --- | --------------------- |
| Clapham Rovers                                      | \| Finale \| \| Samstag, 10. April 1880 in London (Kennington Oval) \| \| Ergebnis: 1:0 (0:0) \| \| Zuschauer: 6.000 \| \| Schiedsrichter: Major Marindin \| \| Spielbericht \|   | \| Finale \| \| Samstag, 10. April 1880 in London (Kennington Oval) \| \| Ergebnis: 1:0 (0:0) \| \| Zuschauer: 6.000 \| \| Schiedsrichter: Major Marindin \| \| Spielbericht \|                     | Oxford University AFC |
| Clapham Rovers                                      | Reginald Birkett – Robert Ogilvie, Edgar Field – Vincent Weston, Norman Bailey, Arthur J. Stanley – Harold Brougham, Francis Sparks, Felix Barry, Edward Ram, Clopton Lloyd-Jones | Percival Parr – Claude Wilson, Charles James Stuart King – Francis Phillips, Bertram Rogers, Reginald Thomas Heygate – George B. Childs, John Eyre, Francis Crowdy, Evelyn Harry Hill, John Lubbock | Oxford University AFC |
| Clapham Rovers                                      | 1:0 Clopton Lloyd-Jones (80.) | | Oxford University AFC |
| Finale                                              | | |                       |
| Samstag, 10. April 1880 in London (Kennington Oval) | | |                       |
| Ergebnis: 1:0 (0:0)                                 | | |                       |
| Zuschauer: 6.000                                    | | |                       |
| Schiedsrichter: Major Marindin                      | | |                       |
| Spielbericht                                        | | |                       |